# KStars
KStars – program symulacji planetarium.
Program działa w środowisku KDE i jest programem typu Open Source opartym na licencji GNU GPL. Prezentuje on dowolnie wybrany obraz ciał niebieskich widziany z dowolnego punktu Ziemi i w dowolnym czasie. Przechowuje on dane około 40 000 gwiazd, 13 000 innych obiektów (galaktyki, gromady gwiazd), wszystkich 8 planet, Księżyca, Słońca oraz tysięcy komet i asteroid. Jest standardową częścią wielu dystrybucji Linuksa.

## Funkcje
- Kalkulator astronomiczny
- Krzywe jasności AAVSO
- Kontrola urządzeń astronomicznych przy użyciu protokołu INDI (Instrument-Neutral-Distributed-Interface)
- Przeglądarka FITS
- Lista obserwacyjna
- Narzędzie „Wysokość w czasie”
- Narzędzia budowania skryptów